# Hobyót
Hobyót, maleni semitski narod naseljen u planinskom području Omana i Jemena, sjeverno od Hawfa. Bave se kultiviranjem tla (palme) i uzgojem deva, goveda i koza. Prema istraživanju pokojnog Dr. Alexander Sime, mnogi Hobyoti napuštaju svoje staništa naseljavajući se u obalnom Jemenu kod Sharqiya i al-Ghaydha, gdje sve više uče jezik mehri, tako da je danas preostalo svega oko 100 govornika u Omanu (1998 Hezy Mutzafi).